# Cooper T73
La Cooper T73 è una monoposto di Formula 1 realizzata dalla scuderia britannica Cooper per partecipare al campionato mondiale di Formula 1 1964, 1965 e 1966.
Inizialmente nel 1964 era spinta da un motore Coventry Climax V8 da 1.5 litri. Fu utilizzata per tre stagioni, fino al 1966 dove adottò un motore 3 litri V12 della Ferrari.